# Pachycarpus mackenii
Pachycarpus mackenii är en oleanderväxtart som först beskrevs av William Henry Harvey, och fick sitt nu gällande namn av Nicholas Edward Brown. Pachycarpus mackenii ingår i släktet Pachycarpus och familjen oleanderväxter. Inga underarter finns listade i Catalogue of Life.